# 南早来発電所
南早来発電所（みなみはやきたはつでんしょ）は、供給力確保対策の一環として南早来変電所構内に追加設置されていた緊急設置電源である。

## 概要
- 所在地：勇払郡安平町遠浅680-7（南早来変電所構内）
- 種類：小型ディーゼル発電機
- 出力：7.416万kW
  - 内訳：1,030kW×72台
- 燃料の種類：軽油
- 営業運転開始：2012年12月7日

## 経過
開始
2012年12月7日13時30分、南早来発電所1号機 - 72号機（ディーゼル発電機72台、合計出力7.416万kW）として、営業運転を開始した。
廃止
「南早来発電所1号機 - 72号機」については、2018年3月15日をもって廃止された。